# The End of Evangelion
Pour plus de détails, voir Fiche technique et Distribution.
The End of Evangelion (新世紀エヴァンゲリオン劇場版 Air/まごころを、君に, Shin Seiki Evangelion gekijōban: Ea/Magokoro o, kimi ni) est un film d'animation japonais de Hideaki Anno sorti le 19 juillet 1997. Il s'agit d'un film conclusif à la série Neon Genesis Evangelion dont il propose une fin alternative, les deux derniers épisodes de l'anime ayant été très controversés. Malgré un accueil mitigé lors de sa sortie, il remporta l'Anime Grand Prix du magazine Animage et est aujourd'hui considéré comme un film culte.
Bien que souvent considérés comme remplaçant ceux des épisodes 25 et 26 de la série, les événements dépeints par le film sont une alternative narrative à la série et pas une substitution ; les épisodes 25-26 et le film sont, du point de vue de l'œuvre, complémentaires et à recontextualiser dans la démarche artistique et philosophique d'Hideaki Anno.

## Résumé
Le film se déroule juste après les événements de l'épisode 24. 
Shinji Ikari, le pilote de l'Eva-01, traumatisé par la mort de Kaworu Nagisa rend visite à Asuka Langley Soryu à l'hôpital. L'adolescente est plongée dans un état comateux depuis qu'elle n'a pas pu piloter l'Eva-02. Shinji tente de la faire réagir puis se masturbe devant elle. La séquence se termine sur Shinji disant « Je me dégoûte ».
Au même moment, La SEELE, le comité qui dirige la NERV, décide de lancer le Plan de Complémentarité de l'Homme en s'emparant de l'Eva-01. Le groupe explique également à Gendo Ikari, directeur de la NERV et père de Shinji, qu'ils sont au courant qu'il a tenté d'utiliser le service dans son propre intérêt. La SEELE lance d'abord une attaque informatique puis envoie l'armée pour reprendre le contrôle du centre. 
De nombreux morts sont à déplorer mais Asuka a le temps d'être mise en sécurité dans son Eva et cachée au fond d'un lac sous ordre de Misato Katsuragi. La jeune femme réussit à retrouver Shinji juste avant qu'il ne soit exécuté et réussit à l'emmener mais est blessée lors du voyage. Misato le conjure de piloter avant de l'embrasser puis de le pousser dans l'ascenseur à destination de la baie de lancement de l'Eva-01. Elle meurt quelques secondes plus tard des suites de ses blessures avant d'être emportée par une gigantesque explosion.
Pendant ce temps, Gendo emmène Rei Ayanami au dernier sous-sol pour déclencher le 3eme impact et ainsi être réuni avec sa femme défunte, Yui. Ritsuko Akagi, la scientifique du complexe, tente de s'interposer et de détruire la NERV mais Casper, l'un des ordinateurs l'empêche de mener son plan à bien. Gendo lui tire dessus et Ritsuko meurt sur le coup. 
À l'extérieur du complexe, Asuka réussit à surpasser son traumatisme et détruit la plupart des véhicules de l'armée. En réponse, la SEELE envoie les Eva de Productions de Masse pour l'arrêter. Asuka réussit à presque toutes les tuer mais son Eva tombe à court d'énergie. Les unités détruites se réactivent et démembrent l'Eva-02 tuant Asuka dans le processus. Shinji monte dans l'Eva-01 et arrive à la surface où il hurle de terreur en voyant les restes de l'EVA-02.
Un générique de fin se lance alors avant que ne débute la seconde partie du film.
Au sous-sol de la NERV, Gendo qui a absorbé Adam, un ange, tente de fusionner avec Rei qui porte en elle, l'âme de Lilith. Rei le rejette, fusionne avec Adam et le corps de Lilith avant de se transformer en géante. À l'extérieur, les unités de Masse emmènent l'Eva-01 dans les cieux et la crucifient grâce à la lance de Longinus ce qui permet de faire apparaître l'Arbre de la Vie et de déclencher ainsi le 3eme impact. 
Au contact de Rei devenue Lilith, les survivants de la Nerv se dissolvent en un liquide orange, le LCL. Gendo est réuni avec Yui, comprend qu'il évitait son fils pour ne pas ressentir de peine puis est partiellement dévoré par l'Eva-01. Après une série de rêves et une confrontation sur l'affection avec Asuka, Shinji décide de rester seul et de condamner l'humanité. Rei transforme alors tous les êtres humains en soupe primordiale et accomplit le rêve de la SEELE de ne former qu'une seule conscience.
Comprenant que la vie est l'expérimentation de la douleur et de la joie, Shinji revient sur sa décision et l'Eva-01 annule le 3eme impact. Le corps de Rei tombe en morceaux et s'écrase sur Terre. Avant de disparaître, Yui explique à son fils que les humains pourront revenir s'ils en ont la volonté.
Shinji se réveille alors sur une plage où Asuka est à côté. Il tente de l'étrangler. L'adolescente lui touche le visage et Shinji s'effondre en larmes.
Asuka conclut le film en disant « Ça me dégoûte ».

## Production
Lors de sa diffusion, les deux derniers épisodes de Neon Genesis Evangelion divisèrent fortement le public. Pour beaucoup, cette fin était étrange et confuse.
En 1997, Gainax lance la production d'un film censé conclure la série d'animation. Le 15 mars, Death And Rebirth arrive au cinéma. Il s'agit d'un récapitulatif des épisodes précédents qui se termine sur une partie inédite de 24 minutes de The End Of Evangelion.
Le 19 juillet, The End Of Evangelion sort en salles.